# James C. Crow
James C. Crow (geb. 1789 in Schottland; gest. 1856 in Versailles, Kentucky) war ein schottisch-amerikanischer Arzt und Brennmeister für Bourbon Whiskey. Auf Crow gehen zahlreiche Innovationen zurück, die die Bourbon-Produktion bis heute prägen, darunter die Arbeit mit Sour Mash (sauerer Maische), die heute Industriestandard ist.
Crow wurde in Schottland geboren. An der University of Edinburgh durchlief er eine Ausbildung zum Arzt und Chemiker und wanderte in den 1820ern über Pennsylvania nach Kentucky aus. Dort arbeitete er vor allem als Brennmeister für verschiedene Brennereien – vor allem für die Old Pepper Distillery (heute Woodford Reserve), aber 1837/1838 auch für Newton Henrys Distillery. Daneben praktizierte aber weiter in den ländlich geprägten Gemeinden, in denen er lebte, als Arzt.
Crows wichtigste Entdeckung war der Sour Mash-Prozess. Nach dem Brand der Maische impfte er das neue zu fermentierende Getreide mit Maischresten aus dem Brand davor, so dass dieselben Hefen und Mikroorganismen in der Fermentation vorkamen. Crows starkes Bestreben nach Hygiene sorgte ebenso dafür, dass verhältnismäßig wenig wilde Hefen und Bakterien den Brauprozess beeinflussten und Crows Whiskey eine gleichbleibende Qualität erhielt.  So wurde damals die übrig gebliebene Maische an Schweine und Rinder verfüttert und nahezu alle Destillerien zogen diese Tiere direkt neben dem Destillergelände, um den Transportweg der Maische möglichst kurz zu halten. Crow bestand darauf, dass die Tierställe aus hygienischen Gründen einen deutlichen Abstand zum Destillerigebeäude hatten.
Crow benutzte – im Gegensatz zur damaligen Praxis, die eher auf Erfahrung und Gefühl des Master Destillers beruhte – die damals verfügbaren wissenschaftlichen Instrumente, um herauszufinden, was einen Whiskey gut oder schlecht macht und experimentierte mit verschiedenen Herstellungsmethoden. Er überprüfte die Temperatur beim eigentlichen brennen, maß den pH-Wert und Alkoholgehalte und nutzte ein Saccharimeter zur Bestimmung des Zuckergehalts. Crow bestand darauf, nicht mehr als zweieinhalb Gallonen Whiskey aus einem Bushel Getreide zu brennen und war der erste, der ausschließlich Whiskey verkaufte, der zuvor einige Zeit in Holzfässern gelagert hatte. Ein Brief von 1849 in dem die bernsteinfarbene Farbe von Crows Whiskey besonders hervorgehoben wird, ist die erste schriftliche Quelle überhaupt für Bourbon, der offensichtlich einige Zeit in Holzfässern gelagert wurde.
Am längsten arbeitete Crow in der Old Peppers Distillery (heute Woodford Reserve), wo er auch den Old Crow-Whiskey kreierte. Obwohl fast zum doppelten Preis verkauft, wie anderer Whiskey normalerweise, verbreitete sich Old Crow durch die gesamten USA und hatte viele prominente Anhänger wie Henry Clay, Andrew Jackson, Ulysses S. Grant, Daniel Webster und andere.
Crow starb 1856 bei der Arbeit und wurde auf dem Friedhof von Versailles beigesetzt. Die Whiskeymarke Old Crow existiert noch immer, ist heute aber eine Budgetmarke des Beam-Suntory-Konzerns. Die Flaschen enthalten Jim-Beam-Whiskey, der kürzer gelagert ist, als es echter Jim Beam wäre.